# Майдан-Головчинський
Майдан-Головчинський — село в Україні, у Жмеринській міській громаді Жмеринського району Вінницької області.

## Історія села
У 1905 р. Майдан Головчинецький належав Олександру Дебренандеру. В ньому нараховувалось 28 дворів і 99 осіб жителів і входив він до Вівсяницької волості Літинського повіту. 1926 року село входило до Головчинецької
сільської ради, нараховувало 33 господарства, 127 чоловік населення, які мали в користування 105 десятин землі.
15 липня 1941 року воно було окуповане німцями, а 23 березня 1944 року звільнене частинами Радянської Армії. Не повернулося з війни 18 односельчан. 
Сільськогосподарське товариство з обмеженою відповідальністю «Дружба» засноване 18 лютого 2000 року. Всього землі — 1805 га, з них ріллі — 1760 га.
12 червня 2020 року, відповідно до Розпорядження Кабінету Міністрів України від  № 707-р «Про визначення адміністративних центрів та затвердження територій територіальних громад Вінницької області», увійшло до складу Жмеринської міської громади.
19 липня 2020 року, в результаті адміністративно-територіальної реформи та ліквідації Жмеринського району, село увійшло до складу новоутвореного Жмеринського району.